# Пигалев, Дмитрий Матвеевич
Дмитрий Матвеевич Пигалев — советский хозяйственный, государственный и политический деятель.

## Биография
Родился в 1904 году в селе Бураково Спасского уезда Казанской губернии. Член ВКП(б) с 1925 года.
С 1923 года — помощник машиниста на заводе «Красное Сормово», ученик машиниста в машинной школе в Кронштадте, старший машинист учебного судна «Комсомолец».
С июля 1938 по июнь 1944 года председатель Сталинградского горсовета. В 1944 году награждён орденом Ленина. Начальник гражданской обороны Сталинграда в дни Сталинградской битвы.
Избирался депутатом Верховного Совета РСФСР 1-го и 2-го созывов.